# 藤田美歌子
藤田 美歌子（ふじた みかこ、1972年3月25日 - ）は、日本の舞台女優、女性声優。静岡県出身。
血液型はO型。静岡大学教育学部音楽科卒業。「新宿芸能社」所属。

## 概要
羽原大介主宰の劇団「新宿芸能社」に所属している舞台女優。
その縁で羽原大介が脚本を担当したふたりはプリキュアシリーズに声優として出演した。

## 出演作品

### テレビアニメ
- アイシールド21（夏代）
- おじゃる丸（おばさん、主婦、子供、客、女性、小学生、おばあさん、狸ばあさん、亡き者、女店主）
- キャシャーン Sins（バネ、トロの母、ロボット、女性ロボット、女）
- 金田一少年の事件簿R（ファン）
- 空中ブランコ（松原区長、コージの母）
- トリコ（おばさん）
- 働きマン（管理人）
- プリキュアシリーズ
  - ふたりはプリキュア（藤田アカネ）
  - ふたりはプリキュア Max Heart（藤田アカネ）

### 劇場アニメ
- 映画 ふたりはプリキュア Max Heart（2005年、藤田アカネ）
- 映画 プリキュアオールスターズDX みんなともだちっ☆奇跡の全員大集合!（2009年、藤田アカネ）
- 手塚治虫のブッダ -赤い砂漠よ!美しく-（2011年）
- トリコ 3D 開幕!グルメアドベンチャー!!（2011年、もりりん）
- 虹色ほたる 〜永遠の夏休み〜（2012年、売店のおばさん）

### 映画
- ゲゲゲの鬼太郎（2007年、松竹、監督：本木克英）- 飲んだくれの妖怪役

### テレビドラマ
- けものみち *最終回
- 検事・沢木正夫3
- ちむどんどん（2022年） - 砂川玉代 役

### 舞台
- 新宿芸能社「チェリーボーイズ」（2004年12月2日-12日、於：THEATER BRATS）
- 新宿芸能社「横丁のデカプリオ」（2005年9月15日-25日、於：THEATER BRATS）
- 劇団男魂「TUNBLE」（2006年7月11日-16日、於：笹塚ファクトリー）
- 新宿芸能社「ちんどん 〜アカンときこそ、笑わんまいけ♪〜」（2006年9月22日-10月1日、於：THEATER BRATS）
- 新宿芸能社「ドカチン 〜下北沢死闘編〜」（2007年2月9日-18日、於：THEATER BRATS）
- 新宿芸能社「へそのはなし」（2007年9月14日-24日、於：THEATER BRATS）
- サンモールスタジオ提携公演「イノチトリなゲーム」（2008年3月11日-16日、於：サンモールスタジオ）
- 新宿芸能社「銀座通りのデカプリオ」（2008年4月22日-5月2日、於：THEATER BRATS）
- 空想組曲「僕らの声の届かない場所」（2008年7月31日-8月4日、於：王子小劇場）
- 新宿芸能社「歌の翼にキミを乗せ」（2008年11月7日-11月12日、於：赤坂レッドシアター）
- 羽原組「フラガール'24」（2024年10月1日-27日、於：赤坂レッドシアター 他）[3]